# Ladislav Burlas
Ladislav Burlas (3. dubna 1927 Trnava – 11. února 2024 Bratislava) byl slovenský hudební skladatel, muzikolog a významný představitel slovenské filozofie hudby, žák Alexandra Moyzese a Ivana Hrušovského.

## Život
Ladislav Burlas maturoval v roce 1946 na gymnáziu v Trnavě. V letech 1946–1951 studoval hudební vědu na Filozofické fakultě Univerzity Komenského v Bratislavě. Doktorát získal obhajobou dizertační práce Cantus Catholici – prispevok k analýze hudby feudálnej spoločnosti na Slovensku. Souběžně se studiem na Filozofické fakultě navštěvoval skladatelské a dirigentské oddělení Státní konzervatoře v Bratislavě a od roku 1951 studoval skladbu u Alexandra Moyzese na Vysoké škole múzických umění v Bratislavě.
V roce 1960 se stal kandidátem historických věd (CSc.), v roce 1980 doktorem (DrSc.) a konečně roku 1993 byl jmenovaný profesorem. V letech 1951–1989 působil ve Slovenské akademii věd v Bratislavě jako vědecký pracovník. V roce 2001se stal děkanem Fakulty múzických umění Akademie umění v Banské Bystrici.
V roce 2007 byl profesor Burlas oceněný Pribinovým křížem II. třídy za významné zásluhy o kulturní rozvoj Slovenské republiky.

## Dílo (výběr)
Komponoval symfonickou i komorní hudbu, dětské sbory a písně. Je autorem více než 150 muzikologických prací, vědeckých monografií, studií, vysokoškolských textů i publicistických článků.

### Hudební dílo
Orchestrální skladby
- Svadobné spevy z Horehronia , pro smíšený zbor a orchestr (1958)
- Symfonický triptych (1958)
- Koncert pro varhany a orchestr (1983, nahrávka Opus 912 586)
- Planctus, pro smyčcový orchester (1968, nahrávka DDD SF 0005 2131)
- Hudba pro housle a orchestr (nahrávka Opus 912 574)
- Hudba k dokumentárním filmům

Komorní skladby
- Spevajúce srdce, smyčcový sextet (1960)
- 3. smyčcový kvartet (1977)

Sbory
- Detský rok, cyklus dětských písní (1962)
- Metamorfózy krás, pro smíšený sbor a housle sólo (1964)

### Muzikologické práce
- Realistické tradície slovenskej hudby, Martin, 1952
- Alexander Moyzes, Bratislava, 1956
- Slovenská hudobná moderna, Obzor, Bratislava, 1983
- Pohľady na súčasnú slovenskú hudobnú kultúru, Bratislava, 1987
- Teória hudobnej pedagogiky, Prešov, 1997
- Hudba - komunikatívny dynamizmus, Bratislava, 1998
- Hudba - želania a rezultáty: zobrané muzikologické spisy z rokov 1957-1999, Bratislava, 2000